# Hookeriopsis vesicularia
Hookeriopsis vesicularia är en bladmossart som beskrevs av Brotherus 1907. Hookeriopsis vesicularia ingår i släktet Hookeriopsis och familjen Hookeriaceae. Inga underarter finns listade i Catalogue of Life.